# Witchcraft (canción de 1957)
«Witchcraft» (en español "Brujería") es una canción popular  de 1957 compuesta por Cy Coleman con letra de Carolyn Leigh. Fue lanzado como un sencillo de Frank Sinatra, y alcanzó el número veinte en los EE. UU., en el transcurso de dieciséis semanas en los charts..
Compuesta como una pieza instrumental de Coleman por la revista Take Five, las letras fueron añadidas por Leigh y "Witchcratf" fue grabado posteriormente por Sinatra en mayo de 1957, en un acuerdo por Nelson Riddle.

Elvis Presley cantó la canción en The Frank Sinatra Timex Show: Welcome Home Elvis.

## Versiones
Sinatra grabó "Witchcraft" tres veces en su estudio musical. La primera grabación fue en 1957, y fue puesto a la venta más tarde en su álbum recopilatorio All the Way (1961). Sinatra volvió a grabar "Witchcraft" de Sinatra's Sinatra de 1963, y finalmente la grabó a dúo con Anita Baker por Duets (1993).
"Witchcraft" ha sido grabada por muchos otros artistas, incluyendo Sarah Vaughan, en su álbum de 1962 You're Mine You, Ella Fitzgerald, en Ella Returns to Berlin  (1961), y Bill Evans en Portrait in Jazz (1959). Otra versión fue presentada en el 1993 la película Hocus Pocus. Siouxsie Sioux la cantó en concierto con su segunda banda The Creatures  y una sección de metal en 1998: Fue incluida en su CD en vivo, Zulú Robert Smith de The Cure grabó una versión de la canción para la película de Tim Burton Frankenweenie, parte de la colección de 14 canciones "inspirados la última película de Frankenweenie, lanzado el 25 de septiembre de 2012. Anthony Strong lanzó una versión de la canción en su álbum de 2013, Stepping Out. De igual manera fue usada como parte de la banda sonora de la adaptación cinematográfica de Fifty Shades Of Grey.
| Fecha de Grabación  | Discográfica | Formato           | Álbum                                   | Track: Álbum | Fecha del Álbum         | Collaboradores | Arreglos por  |
| ------------------- | ------------ | ----------------- | --------------------------------------- | ------------ | ----------------------- | -------------- | ------------- |
| 20 de mayo de 1957  | Capitol      | Álbum de Estudio  | The Complete Capitol Singles Collection | 3/13:3/5     | 3 de septiembre de 1996 |                | Nelson Riddle |
| 30 de abril de 1963 | Reprise      | Álbum de Estudio  | Sinatra's Sinatra                       | 5/12:1/1     | 1963                    |                | Nelson Riddle |
| 9 de julio de 1993  | Capitol      | Dueto Electrónico | Duets                                   | 11/13:1/1    | 9 de julio de 1993      | Anita Baker    | Nelson Riddle |

## Premios

### Grammys
En la 1 ª Entrega de los Premios Grammy, Frank Sinatra fue nominada a seis premios Grammy, con la grabación de Sinatra de "Witchcraft" de ser nominado para la Grabación del Año, Canción del Año, Mejor Interpretación Vocal, Hombre, y la disposición Nelson Riddle nominado para el Grammy Premio a la Mejor Arreglo. Sinatra tenía dos álbumes nominados al Premio Grammy por Álbum del Año, y ganó el premio Grammy al Mejor Álbum Cover.
Esta canción también fue cantada en vivo por Peggy Lee.